# День непримиримости
День непримиримости — дата, отмечаемая противниками Октябрьской революции.

## В русской эмиграции
В октябре 1927 года председатель Архиерейского синода Русской православной церкви заграницей (РПЦЗ) митрополит Антоний (Храповицкий) призвал русскую белую эмиграцию отметить день 7 ноября в качестве «тяжёлой годовщины нашей печали». Этот призыв Антония стал первым провозглашением в русском зарубежье идеи отмечать 7 ноября как День непримиримости. Но традиция проведения ежегодных Дней непримиримости по всей эмиграции была заложена в 1930 году Российским общественным комитетом в Польше. С тех пор ежегодно русские белые эмигранты во всех странах русского рассеяния отмечали 7 ноября как День непримиримости, чтя память всех, кто отдал свою жизнь в борьбе за освобождение России от коммунизма и свидетельствуя о своей непримиримости к большевизму и его наследию.

## Инициатива объявить 7 ноября Международным днём памяти
В ноябре 2009 года по инициативе Русского общевоинского союза группа русских антикоммунистических организаций (РОВС, Российский имперский союз-орден, Санкт-Петербургская группа Народно-трудового союза российских солидаристов, историко-просветительский клуб «Вчера и сегодня») обратилась в Европейский парламент и ОБСЕ с предложением объявить 7 ноября Международным днём памяти жертв коммунизма.